# Établissement public de coopération environnementale
En France, un établissement public de coopération environnementale (EPCE) est un établissement public constitué par une collectivité territoriale (ou un de ses groupements) et l’État, pour « accroître et [d']améliorer les connaissances sur l'environnement, leur diffusion et la sensibilisation et l'information du public », « apporter un concours scientifique et technique aux pouvoirs publics » et « assurer la conservation d'espèces ou la mise en place d'actions visant à préserver la biodiversité et à restaurer les milieux naturels ».
Les établissements publics de coopération environnementale ont été créés par la Loi pour la reconquête de la biodiversité, de la nature et des paysages de 2016 en amendement du Code général des collectivités territoriales dans lequel figuraient déjà les EPCC (établissements publics de coopération culturelle) desquels ils s'inspirent. 
Ainsi, tout comme l'EPCC avant lui, l'EPCE offre une alternative à d'autres solutions juridiques :
- le syndicat mixte, dans lequel l'État ne peut pas être associé,
- le groupement d'intérêt public (GIP), dont la durée doit être fixée lors de la constitution[2],
- l'association loi de 1901, qui présente des risques juridiques dans sa gestion,
- voire les régies, les sociétés d'économie mixte...

Le statut d'EPCE a été notamment introduit pour structurer et uniformiser le cadre juridique des conservatoires botaniques nationaux qui présentaient - et présentent toujours - une grande variété de formes juridiques. Toutefois, ces conservatoires n'ont pas adopté ce nouveau statut dans les cinq années qui suivirent. Le statut d'EPCE a uniquement été utilisé pour la création de plusieurs agences régionales de la biodiversité.

## Établissements existants
- Agence régionale de la biodiversité Occitanie[3]
- Agence bretonne de la biodiversité[4]
- Agence régionale de la biodiversité Bourgogne-Franche-Comté créée entre la Région et l'Agence française pour la biodiversité[5]
- Agence régionale de la biodiversité des Iles de Guadeloupe créée entre la Région et l'Office français de la biodiversité[6]
- Agence régionale de la biodiversité Centre-Val de Loire
- Agence régionale de la biodiversité Région Sud[7]
- Agence régionale de la biodiversité Nouvelle Aquitaine[8]
- Conservatoire de botanique de Normandie créé entre l’État, la Région Normandie, les départements du Calvados, de l’Eure, de la Manche, de l’Orne ainsi que les communautés urbaines le Havre Seine métropole et Caen-la-mer, les villes de Caen et Rouen, le parc naturel régional des marais du Cotentin et du Bessin, l’Office français de la biodiversité et l’Office national des forêts[9]